# NGC 5300
NGC 5300 (другие обозначения — UGC 8727, MCG 1-35-38, ZWG 45.108, IRAS13457+0411, PGC 48959) — спиральная галактика с перемычкой (SBc) в созвездии Дева.
Этот объект входит в число перечисленных в оригинальной редакции «Нового общего каталога».